# Estación de Palézieux
La estación de Palézieux es la principal estación ferroviaria de la comuna suiza de Palézieux, ubicada en el Cantón de Vaud.
La comuna de Palézieux cuenta con dos estaciones de los SBB-CFF-FFS, la estación principal, situada en la línea Lausana - Olten, y otra ubicada en la línea del valle de Broye (oficialmente "Palézieux - Payerne") que nace en la estación principal de Palézieux y se dirige a Payerne, denominada Palézieux-Village al estar mucho más próxima al núcleo urbano de Palézieux. 
Además, existen una estación contigua a la estación principal de Palézieux, que es la terminal de la línea de ancho métrico que la une con la zona de Gruyère y es operada por TPF (Transports Publics Fribourgeois) .
La estación consta de dos partes, una para los SBB-CFF-FFS y otra destinada para TPF. 
La zona de los SBB-CFF-FFS tiene 2 andenes en los que hay 3 vías, existiendo más vías para el apartado de trenes e incluso una antigua rotonda ferroviaria. Dispone de zona de venta de billetes abierta de lunes a viernes y de un aparcamiento disuario.

## Servicios ferroviarios

### SBB-CFF-FFS
En la estación efectúan parada :
- IR InterRegio Ginebra-Aeropuerto - Lucerna, que permite una conexión rápida con las estaciones de Ginebra-Cornavin, Lausana, Friburgo o Berna entre otras. Tiene una frecuencia de un tren por hora y dirección, con salidas desde primera hora de la mañana hasta la media noche.

- RE RegioExpress: Existen un par de RegioExpress que cubren la ruta Payerne - Lausana que comunican con Lausana a primera hora de la mañana y con Payerne por la tarde, coincidiendo con los horarios de más afluencia de gente para facilitar la ida y el regreso a Lausana en las horas puntas. Sólo circulan de lunes a viernes.[2]

- R Regio: hay varios trenes Regio que cubren la ruta Palézieux - Romont que circulan de lunes a viernes en la franja matinal y durante la tarde.

#### RER Vaud
Por la estación de Palézieux inician el trayecto o efectúan parada tres líneas del RER Vaud